# Rəhim Məmmədov
Rəhim Məmmədov (ur. 23 lipca 1992) – azerski lekkoatleta specjalizujący się w biegu na 110 metrów przez płotki.
Nie odniósł sukcesów podczas olimpijskiego festiwalu młodzieży Europy w 2009. Brązowy medalista mistrzostw Europy juniorów (2011). Mistrz małych krajów Europy (2016).
Reprezentant kraju w drużynowych mistrzostwach Europy, stawał na podium mistrzostw Azerbejdżanu. 
Okazjonalnie startuje także w biegach rozstawnych 4 x 100 metrów. 
Rekordy życiowe: bieg na 110 metrów przez płotki – 14,06 (25 maja 2012, Baku); bieg na 60 metrów przez płotki (hala) – 7,95 (17 stycznia 2015, Kuldīga) rekord Azerbejdżanu. 22 lipca 2011 w Tallinnie Mammadov wynikiem 13,74 ustanowił juniorski rekord Azerbejdżanu w biegu przez płotki o wysokości juniorskiej (99 cm). 

## Osiągnięcia
| Rok  | Impreza                                | Miejsce   | Lokata     | Wynik |
| ---- | -------------------------------------- | --------- | ---------- | ----- |
| 2009 | Olimpijski festiwal młodzieży Europy   | Tampere   | eliminacje | 14,64 |
| 2010 | III liga drużynowych mistrzostw Europy | Marsa     | 9. miejsce | 15,32 |
| 2011 | III liga drużynowych mistrzostw Europy | Reykjavík | 1. miejsce | 14,20 |
| 2011 | Mistrzostwa Europy juniorów            | Tallinn   | 3. miejsce | 13,78 |
| 2015 | Halowe mistrzostwa Europy              | Praga     | eliminacje | 8,05  |
| 2015 | III liga drużynowych mistrzostw Europy | Baku      | 2. miejsce | 14,22 |
| 2016 | Mistrzostwa małych krajów Europy       | Marsa     | 1. miejsce | 15,01 |
| 2017 | Igrzyska solidarności islamskiej       | Baku      | 2. miejsce | 14,18 |